# Gladys Kuchta
Gladys Kuchta (16 de junio de 1915, Chikopee, Massachusetts; 7 de octubre de 1998, Hamburgo) fue una destacada soprano dramática norteamericana de importante carrera especialmente en Europa. Cantó varios roles italianos pero fue mayormente conocida por Elektra, Isolda, Fidelio y Tintorera de La mujer sin sombra de Richard Strauss.

## Biografía
De ascendencia polaca estudió en la  Mannes School y Juilliard School of Music de Nueva York con Zinaida Lisitchkina.
Cantó en Florencia en 1952 la Donna Elvira de Don Giovanni integrando entre 1954-58 el elenco de la ópera Flensburgo y Kassel. Debutó en la Deutsche Oper Berlin como Isolda en Tristan und Isolde en 1962. En 1963 en ese papel fue la primera Isolda en un escenario de Tokio en la gira de la compañía a la que perteneció hasta 1975.
Gladys Kuchta cantó luego en la Wiener Staatsoper, Covent Garden, Dresde, Düsseldorf, Stuttgart, München, el Festival de Bayreuth (Brunilda e 1968 y 1969),  San Francisco, Teatro Colón de Buenos Aires(1965), Edimburgo, Hamburgo, Roma, Nueva York, Estocolmo, París, etc.
Se destacó en su labor con directores como Karl Böhm, Herbert von Karajan, Lorin Maazel y Leopold Ludwig.
Al retirarse se dedicó a la enseñanza en la Folkwang-Schule de Essen.
Estuvo casada con el agente artístico Friedrich Paasch, al jubilarse la pareja vivió en Keitum en la isla de Sylt.

## Repertorio
- Isolde Tristan und Isolde
- Elektra, Chrysothemis Elektra
- Amelia Un ballo in maschera
- Brünnhilde Siegfried
- Turandot Turandot
- Leonore Fidelio[1]
- Aida Aida
- Sieglinde, Brünnhilde Die Walküre
- Brünnhilde Götterdämmerung
- Lady Macbeth en Macbeth
- Abigaille Nabucco
- Elsa Lohengrin
- Färberin Die Frau ohne Schatten
- Giulietta Les Contes de Hoffmann[2]
- Senta Der Fliegende Holländer
- Ursula Mathis der Maler
- Elettra Idomeneo
- Marie Wozzeck

## Discografía
- Fidelio  - Nonesuch/Gala
- Elektra (con Ingrid Bjoner, Regina Resnik, Hans Sotin)  1969
- Turandot (con Monserrat Caballé) 1965
- Staatstheater (UA M.Kagel)DGG 1971